# Puncak Trikora
Puncak Trikora, antes conhecido como Monte Wilhelmina é uma montanha situada na Indonésia, sendo parte das montanhas Jayawijaya na cordilheira Maoke. Segundo alguns autores é a segunda montanha mais alta da ilha de Nova Guiné (e de toda a Oceania) com 4750 m de altitude, logo a seguir ao Puncak Jaya, com 4884 m. Assim, pode aparecer em listas dos Sete Segundos Cumes, embora dados SRTM indiquem que o Puncak Mandala (Pico Juliana) nas Montanhas Jayawijaya será mais alto, com 4760 m.